# قوش

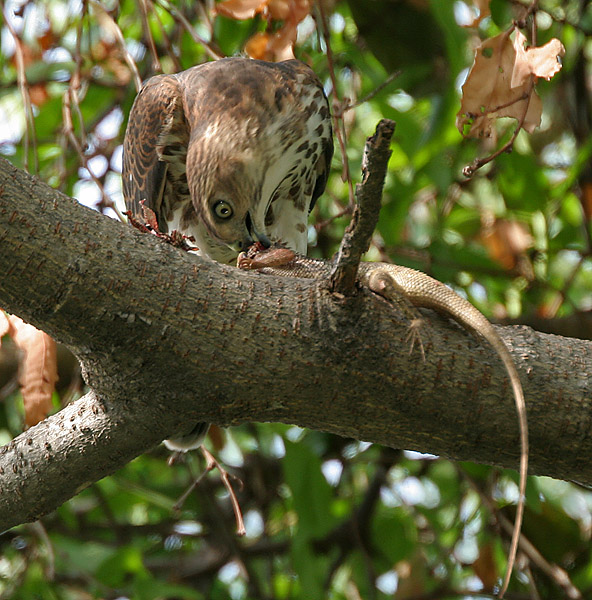
پیغوی کوچک، قوش بومی آسیا و آفریقا، مارمولکی را که شکار کرده می‌خورد.

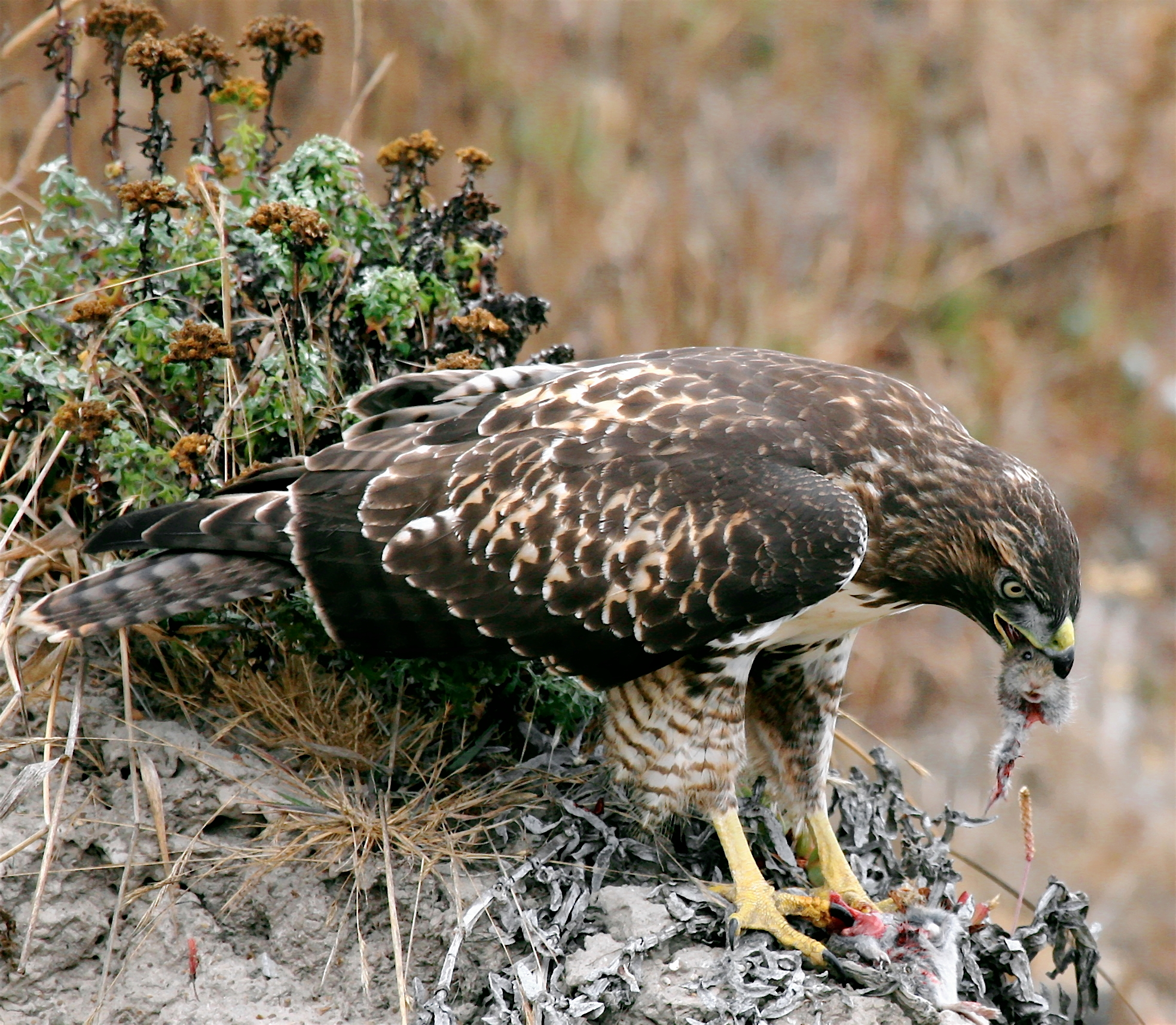
باز دم‌سرخ، قوش بومی آمریکا شمالی و مرکزی، موشی را که شکار کرده می‌خورد.

قوش به گروهی از پرندگان شکاری گفته می‌شود. این واژه تعریف دقیقی ندارد و ممکن است به هر پرندهٔ شکاری گفته شود، اما معمولأ به گونه‌های کوچکتر خانوادهٔ بازان یا قوشیان (Accipitridae) به‌ویژه زیرخانوادهٔ Accipitrinae یا در اصطلاح بازداری سنتی شکاریان زردچشم اشاره دارد. گونه‌های بزرگتر این خانواده را عقاب، کرکس، سنقر، کورکور و سارگپه می‌نامند.
قوش‌ها شکارچیانی توانمند و چابک هستند که در شکار پرندگان، پستانداران و خزندگان کوچک تخصص دارند. سرعت آنها به اندازه شاهین‌ها نیست اما توانایی شکار پرندگان در حال پرواز را دارند. شاهین، قرقی، پیغو و پیغوی کوچک چهار گونه قوش بومی ایران هستند که طرلان بزرگترین و کمیاب‌ترین آنهاست.(قوش به بالابان و شاهین می‌گویند در کشور های ایران، ترکمنستان و کشورهای عربی).